# Lead Hill, Arkansas
Lead Hill là một thị trấn thuộc quận Boone, tiểu bang Arkansas, Hoa Kỳ. Năm 2010, dân số của thị trấn này là 271 người.

## Dân số
- Dân số năm 2000: 287 người.
- Dân số năm 2010: 271 người.